# Microgromia
Microgromia, en ocasiones erróneamente denominado Mikrogromia, es un género de foraminífero bentónico considerado un sinónimo posterior de Cystophrys de la familia Lagynidae, del suborden Allogromiina y del orden Allogromiida. Su especie-tipo era Gromia socialis. Su rango cronoestratigráfico abarcaba el Holoceno.

## Discusión
El nombre Mikrogomia Hertwig, 1874 fue enmendado y corregido como Microgomia Archer, 1876.

## Clasificación
Microgromia incluía a las siguientes especies:
- Microgromia ambigua, aceptado como Cystophrys ambigua
- Microgromia elegantula, aceptado como Paralieberkuehnia elegantula
- Microgromia haeckeliana, aceptado como Cystophrys haeckeliana
- Microgromia hertwigi, aceptado como Cystophrys hertwigi
- Microgromia longisaepimen, aceptado como Cystophrys longisaepimen
- Microgromia mucicola, aceptado como Cystophrys mucicola
- Microgromia parvisaepimen, aceptado como Cystophrys parvisaepimen
- Microgromia socialis, considerado sinónimo posterior de Cystophrys haeckeliana